# Percy Bulmer
Percy Bulmer (* 1867 in Credenhill, Herefordshire; † 1919) war ein britischer Unternehmer. Er gründete zusammen mit seinem Bruder Fred die Firma H. P. Bulmer, die bis zu ihrem Verkauf 2003 im Familienbesitz blieb und weltweit größter unabhängiger Cider-Produzent war.